# Kalauzovići
Kalauzovići (en serbe cyrillique : Калаузовићи) est un village de Bosnie-Herzégovine. Il est situé sur le territoire de la ville d'Istočno Sarajevo, dans la municipalité de Sokolac et dans la république serbe de Bosnie. Selon les premiers résultats du recensement bosnien de 2013, il compte 109 habitants.

## Géographie
Le village est situé sur bords de plusieurs rivières, dont ceux de la Čerešnica, un affluent de la Kaljina.

## Démographie

### Évolution historique de la population dans la localité
| 1948 | 1953 | 1961 | 1971 | 1981 | 1991 | 2013 |
| ---- | ---- | ---- | ---- | ---- | ---- | ---- |
| -    | -    | 336  | 306  | 227  | 147  | 109  |

|  |

### Répartition de la population par nationalités (1991)
En 1991, les 147 habitants du village étaient tous serbes.